# Novotoškivs'ke
Novotoshkivske (in ucraino: Новотошківське) è un centro abitato nella regione di Sjevjerodonec'k nell'oblast' di Luhans'k in Ucraina, a 52 km dal centro di Lugansk. Dall'aprile 2022 è de facto parte della Repubblica Popolare di Lugansk.